# Хуайсай

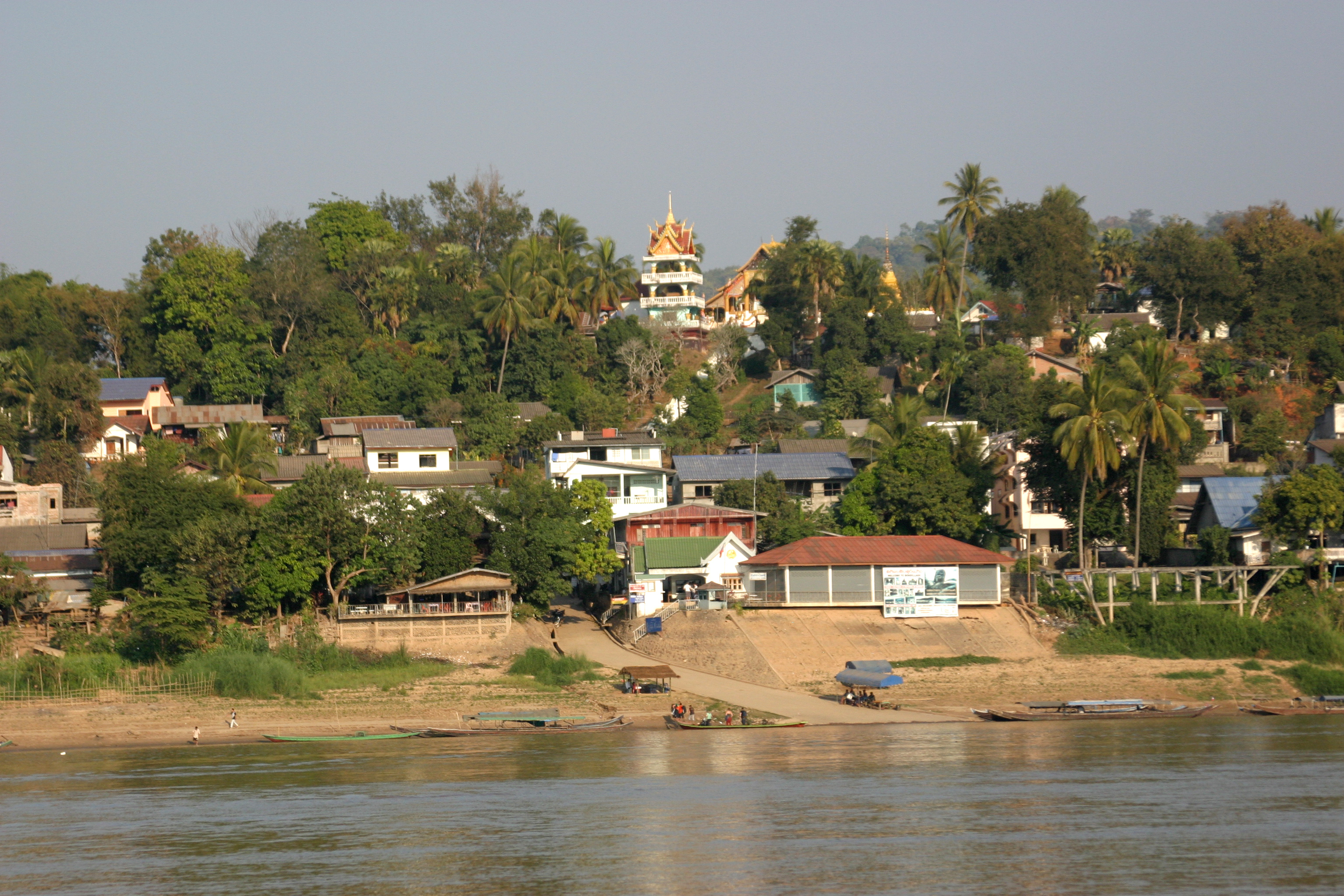

Хуайса́й (также Хуэйсай, лаос. ຫ້ວຍຊາຍ) — город в Лаосе на реке Меконг, административный центр провинции Бокэу.

## Транспорт
Основным видом транспорта является речной. Также имеется аэропорт, откуда совершаются рейсы во Вьентьян и Луангпхабанг. Город является конечной точкой национального шоссе № 3.

## Достопримечательности
На холме над городом имеются развалины французского укрепления «Форт Карно».